# Szántó Csaba (matematikus)
Szántó Csaba Lehel (Kolozsvár, 1975. január 22. –) erdélyi magyar matematikus, egyetemi tanár.

## Életpályája
A  Babeș–Bolyai Tudományegyetem matematika szakát végezte. Ugyanott 1998-tól tanársegéd, 2005-től adjunktus, 2008-tól egyetemi docens, 2024-től egyetemi tanár. 2005-ben doktorált algebrából szintén a Babeş–Bolyai Tudományegyetemen Hall Algebras in the Kronecker Case című tézisével (társvezetői Ioan Purdea illetve Steffen König). 2019-ben habilitált. 1998-2002 között  az ELTE TTK Matematika Doktori Iskolájában illetve a Bielefeldi Egyetemen  (pontosabban a C. M. Ringel vezette SFB 343 kutatócsoporton belül) graduális és posztgraduális kutatómunkát folytatott. 2013-2016 között az MTA Bolyai Kutatói Ösztöndíjasa.

## Munkássága
Kutatási területei: véges dimenziós algebrák reprezentációelmélete, Ringel-Hall algebrák, Gabriel-Roiter mértékelmélet, mátrix ceruzák, kvantumcsoportok, kombinatorika. Szántó Csaba és Szántó Csaba Lehel néven is publikál.

### Könyvek (válogatás)
- Cs. Szántó, I. Szöllősi. Combinatorial methods in the representation theory of finite dimensional tame algebras (pdf), Presa Universitară Clujeană, 237. o. (2023). ISBN 978-606-37-2010-9
- T. László, A. Marcus, Cs. Szántó. Lineáris Algebra. Presa Universitară Clujeană (2021). ISBN 978-606-37-1354-5
- Cs. Szántó, I. Szöllősi. Kriptográfia. Presa Universitara Clujeana, 140 pp. o. (2009). ISBN 978-973-610-973-7
- S. Crivei, A. Marcus, C. Săcărea, Cs. Szántó. Computational algebra with applications to coding theory and cryptography. EFES, 198. o. (2006). ISBN 10 973-7677-31-5
- A. Marcus, Cs. Szántó, L. Tóth. Logika és halmazelmélet. Editura Scientia, 200. o. (2004). ISBN 973-7953-29-0

### Szakcikkek (válogatás)
- Cs. Szántó, I. Szöllősi, On some Ringel-Hall polynomials associated to tame indecomposable modules, Journal of Pure and Applied Algebra 228 (2024), article number 107555, 40 pages.
- Sz. Lénárt, Á. Lőrinczi, Cs. Szántó, I. Szöllősi, Tree representations of the quiver D̃ₘ, Colloquium Mathematicum 167 (2022), pp. 261-302.
- Cs. Szántó, I. Szöllősi, Schofield sequences in the Euclidean case, Journal of Pure and Applied Algebra 225 (2021), 114 pages.
- Cs. Szántó, I. Szöllősi, A short solution to the subpencil problem involving only column minimal indices, Linear Algebra and its Applications 517 (2017), pp. 99-119.
- Cs. Szántó, Combinatorial aspects of extensions of Kronecker modules, Journal of Pure and Applied Algebra 219 (2015), pp. 4378-4391.
- Cs. Szántó, I. Szöllősi, Hall polynomials and the Gabriel-Roiter submodules of simple homogeneous modules, Bulletin of the London Mathematical Society 47 (2015), pp. 206-216.
- Cs. Szántó, On the cardinalities of Kronecker quiver Grassmannians, Mathematische Zeitschrift 269 (2011), pp. 833-846.
- Cs. Szántó, A. Horváth, Formulas for Kronecker invariants using a representation theoretical approach, Linear Algebra and its Applications 430 (2009), pp. 664-673.
- Cs. Szántó, Hall Numbers and the Composition Algebra of the Kronecker Algebra, Algebras and Representation Theory 9 (5) (2006), pp. 465-495.
- Cs. Szántó, A generic Hall algebra of the Kronecker algebra, Communications in Algebra 33(8) (2005), pp. 2519-2540.